# Municipio de Pluma Hidalgo
El municipio de Pluma Hidalgo es uno de los 570 municipios en que se encuentra dividido el estado mexicano de Oaxaca. Su cabecera es Pluma Hidalgo. Se encuentra en la región de la costa en el estado de Oaxaca y pertenece al distrito de Pochutla. La superficie del municipio se extiende a 179.9 kilómetros cuadrados.
Los resultados obtenidos por el Inegi (Instituto Nacional de Estadística y Geografía) resaltó, en el conteo de población realizado en el 2010, que 3,060 personas viven en el municipio de Pluma Hidalgo. El reporte del INEGI realizado en el 2012 dio con un total de 665 viviendas ubicadas en el municipio.
En el nombre del municipio, Pluma se debe a que existe una comunidad en el cerro del municipio llamado Cerro de Pluma; Hidalgo es para honrar a Miguel Hidalgo, ya que la comunidad se fundó en la época de la Independencia de México.
El municipio Pluma Hidalgo fue fundado por personas provenientes del distrito de Miahuatlán; su principal propósito era buscar un lugar apropiado para la siembra del café. Fue uno de los primeros municipios de la región que pudo contar con servicios como el correo, el telégrafo y la luz eléctrica; sus calles en un principio eran empedradas. Fue conocida como una zona en donde las personas comercializaban sus productos. En 1980, Pluma Hidalgo recibió la categoría de pueblo.
De los años 1950 a 1954, se construyó un templo católico, con ayuda de la Asociación de Productores de Café. El presidente municipal en ese entonces era el señor Gustavo Pérez.